# Pierre Parrocel
Pierre Parrocel (Avignone, 10 o 16 marzo 1670 – Parigi, 26 agosto 1739) è stato un pittore e incisore francese.

## Biografia

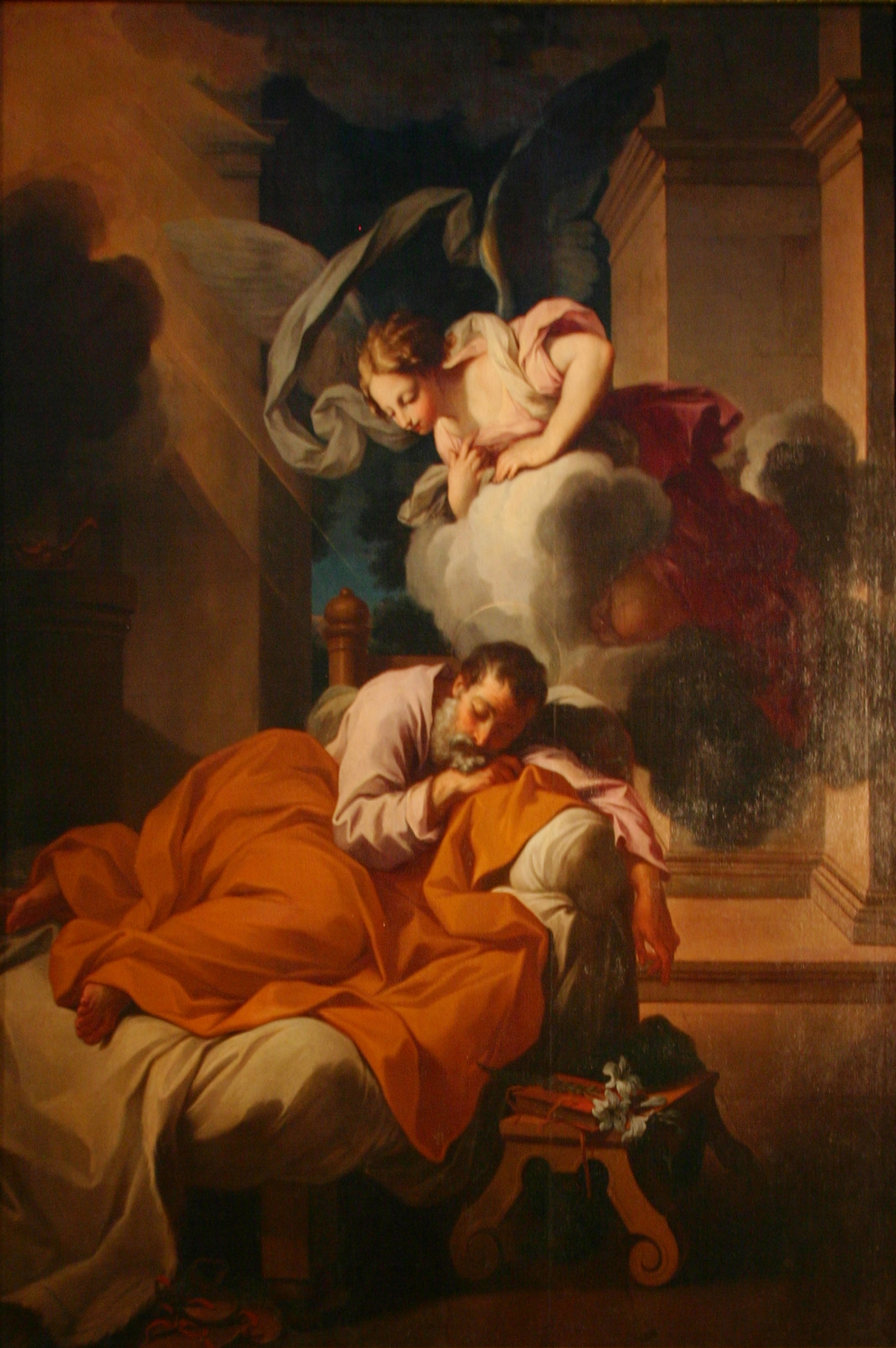
Il sogno di San Giuseppe

Terzo figlio di Louis e di Dorothéè de Rostang, apparteneva ad una dinastia di pittori particolarmente prolifica.
Fu allievo del padre e, trasferitosi a Parigi, dello zio Joseph. Successivamente si recò in Italia e studiò presso Carlo Maratta.
Ritornato in Francia, il 22 marzo 1693 sposò ad Avignone Marie-Anne de Seisson, che morì l'anno dopo senza avergli dato figli. Il 14 febbraio 1695 si risposò com Marie Magdeleine de Palasse, da cui ebbe otto figli. Di questi, due continuarono la tradizione paterna: Pierre Ignace nato il 26 marzo 1702, incisore del re di Napoli e Joseph François nato il 3 dicembre 1704. Furono entrambi suoi allievi, come pure il nipote Etienne e Philippe Sauvan. .
Nel 1696 installò un grande atelier nella sua casa in rue des Ombres, l'attuale rue Cassan.
Di tutti i Parrocel, Pierre è quello che lasciò il maggior numero di opere, conservate in tutto il sud della Francia e al Louvre.
Si dedicò soprattutto alla pittura di soggetti di tema storico e religioso e fu considerato alla pari di Pierre Mignard. Con lui si occupò della decorazione della cappella dei "Penitents Noirs", della chiesa Saint-Symphorie-Les Carmes e della cappella dei "Pénitents Gris". Nel 1696, suo zio Joseph Parrocel fu incaricato di dipingere una serie di quadri su La vita di Sant'Antonio da Padova per decorare il chiostro di San Pietro. Joseph si servì dell'opera di Pierre e, richiamato a Parigi dopo aver eseguito due sole opere, lasciò che il nipote terminasse la serie di nove dipinti.
Pierre realizzò anche dei dipinti per la cappella dei "Pénitents Blancs", tra cui una Resurrezione di Cristo, un'Ascensione di Cristo e La pesca miracolosa>. .
Nel 1717 c., rendendosi conto dell'inclinazione per la pittura dei suoi due figli Pierre Ignace e Joseph François, li condusse a Roma assieme al nipote Etienne. Dopo aver seguito per qualche tempo i loro studi e sistemati convenientemente, ripercorse nuovamente l'Italia e vi soggiornò per parecchi anni. Il quadro Gesù bambino incorona la Vergine fu dipinto a Roma nel 1719 per il monastero della Visitazione a Marsiglia.
Al suo ritorno in Francia, la sua reputazione era all'apogeo. Il Duca di Noailles lo chiamò a Parigi per commissionargli la decorazione di una galleria nel suo castello di Saint-Germain-en-Laye. Pierre eseguì per lui anche sedici quadri rappresentanti la storia di Tobia, che sono poi finiti nella collezione del castello Borelly a Marsiglia.
Oltre ai dipinti, eseguì anche disegni a sanguigna, a penna, a inchiostro di Cina. Inoltre eseguì anche diciotto incisioni, di cui quattordici all'acquaforte con uno stile analogo a quello di Antoine Rivalz, tra cui le migliori sono Il trionfo di Bacco ed Arianna, Il trionfo d'Amphitrite, Baccanale, I mendicanti e Il bue. 
Nel 1730, divenne membro dell'Académie royale de peinture et de sculpture, in base alle tre opere Resurrezione di Cristo, Assunzione, La pesca miracolosa.
Ciò che affascina nelle sue composizioni è non solo la bellezza delle linee unita all'espressione serafica delle figure, ma anche la freschezza e brillantezza dei colori.

## Opere
- Gesù che calma la tempesta
- Innalzamento della croce
- Deposizione dalla croce
- San Pietro resuscita Tabitha
- Sant'Antonio da Padova, chiostro di San Pietro, Avignone
- Sant'Antonio che predica agli idolatri, chiostro di San Pietro, Avignone
- Morte di Sant'Antonio da Padova, chiostro di San Pietro, Avignone
- Sant'Antonio da Padova con in braccio il Bambin Gesù, chiostro di San Pietro, Avignone
- Il martirio di S.Ginies, cappella dei "Pénitents Gris", Avignone
- Saint Hyacinthe, cappella dei Pénitents Gris, Avignone
- Saint Veran, cappella dei Pénitents Gris, Avignone
- San Rocco, cappella dei Pénitents Gris, Avignone
- Santa Chiara, cappella dei Pénitents Gris, Avignone
- Assunzione della Vergine Maria, cappella dei Pénitents Noirs, Avignone
- Resurrezione di Cristo, cappella dei Pénitents Blancs, Avignone
- Assunzione, 1728, cappella dei Pénitents Blancs, Avignone
- La pesca miracolosa, cappella dei Pénitents Blancs, Avignone
- Adorazione dei Magi, chiesa di Saint Didier, Avignone
- San Gregorio e Santa Cecilia, collegio di San Giuseppe, Avignone
- Il Salvatore predicante, chiesa di Saint Agricole, Avignone
- L'istituzione dell'Eucaristia, sagrestia della chiesa di Saint Agricole, Avignone
- Resurrezione di Gesù Cristo, Cattedrale di Notre-Dame des Doms, Avignone
- San Bruno, Avignone
- San Rufo, Avignone
- San Francesco d'Assisi, Museo d'Avignone
- Autoritratto, Museo d'Avignone
- La Vergine con in braccio Gesù Bambino, Museo d'Avignone
- Annunciazione, Museo d'Avignone
- César de Bus, il trionfo della religione, chiesa di Cavaillon, 1710
- Adorazione dei pastori, chiesa di Lisle, 1704
- Il Salvatore dopo la resurrezione e Santa Maddalena, chiesa di Lisle, 1707
- Annunciazione, Rognonas
- Annunciazione, Graveson
- Sant'Antonio guarisce un piede ad un bambino, Valréas
- Il massacro degli Innocenti, Carpentras
- La peste ai tempi dei Filistei, Carpentras
- San Francesco di Sales inginocchiato presenta alla Vergine un cuore infiammato, Saint Siffret
- Santa Famiglia con un angelo che porge un grappolo d'uva al Bambin Gesù, Saint Siffret
- La Vergine su una nuvola e lo Spirito Santo, Saint Siffret
- Storia di Sant'Ursula in cinque dipinti, Beaucaire
- Il sogno di Giuseppe, cattedrale di Nîmes (il cui schizzo si trova nel museo d'Avignone)
- Immacolata Concezione, prima nella chiesa di San Paolo e poi alla Maison Carrée a Nîmes
- Annunciazione della Vergine, chiesa di Saint Cesaire, Arles
- Coro degli Angeli, chiesa di San Giuliano, Arles
- Assunzione della Vergine, 220 cm x 250 cm, chiesa di San Giuliano, Arles
- Santa Teresa, 500 cm x 600 cm, chiesa della Carità, Arles
- Annunciazione, Convento dei Cappuccini, Tarascona
- Santa Cecilia, Santa Cunegonda e Boleslao, Convento dei Cappuccini, Tarascona
- Adorazione dei Magi, Convento dei Cappuccini, Tarascona
- Adorazione dei Pastori, chiesa di Santa Marta, Tarascona
- Cristo in croce, chiesa di Santa Marta, Tarascona
- San Tommaso d'Aquino, chiesa di Santa Marta, Tarascona
- Santa Caterina da Siena, chiesa di Santa Marta, Tarascona
- La Vergine del popolo, 250 cm x 150 cm, chiesa di Santa Marta, Tarascona
- Gesù Bambino incorona la Vergine, museo di Marsiglia, 1719
- Storia della vita di Tobia, sedici dipinti, castello di Borelly, Marsiglia
- Il trionfo di Bacco ed Arianna, acquaforte da Subleyras
- Il trionfo d'Amphitrite, acquaforte
- Baccanale, acquaforte
- I mendicanti, acquaforte
- Il bue, acquaforte